# Zygmunt Kazimierczuk
Zygmunt Antoni Kazimierczuk (ur. 4 lutego 1945, zm. 6 stycznia 2021) – polski chemik, prof. dr hab.

## Życiorys
W 2007 r. uzyskał tytuł profesora nauk medycznych. Pracował w Instytucie Medycyny Doświadczalnej i Klinicznej im. Mirosława Mossakowskiego PAN oraz w Katedrze Chemii na Wydziale Technologii Żywności Szkoły Głównej Gospodarstwa Wiejskiego w Warszawie.
Zmarł 6 stycznia 2021. Pochowany na Cmentarzu Bródnowskim (kwatera 57C-1-24).